# Danielle (cantante)
Danielle June Marsh (Newcastle, Nueva Gales del Sur, 11 de abril de 2005), conocida simplemente como Danielle (다니엘 ()), es una cantante, actriz y modelo surcoreana-australiana. Comenzó su carrera en la industria del entretenimiento haciendo varias apariciones en televisión cuando era niña, antes de debutar como miembro del grupo femenino surcoreano NewJeans en 2022. Al año siguiente, Marsh se aventuró en la actuación, haciendo la voz de Ariel en el doblaje coreano de la adaptación en vivo de La Sirenita (1989).

## Biografía y carrera

### 2005-2021: Primeros años y apariciones en televisión
Danielle June Marsh, también llamada Mo Ji-hye (모지혜 ()) (en coreano), nació el 11 de abril de 2005 en Newcastle, Nueva Gales del Sur, Australia, de padre australiano y madre surcoreana.    En 2011, Marsh hizo su primera aparición televisiva en Rainbow Kindergarten de tvN. Luego apareció en Shinhwa Broadcasting Jesse's Play Kitchen en 2012.  Marsh regresó a Australia para asistir a la escuela primaria. Se convirtió en aprendiz en el tercer año de la escuela secundaria.

### 2022-presente: debut con NewJeans y actuación
El 1 de julio de 2022, ADOR adelantó el lanzamiento de su nuevo grupo de chicas, NewJeans, publicando tres videos animados.  El 22 de julio de 2022, Marsh hizo su debut junto al grupo con el lanzamiento del vídeo musical de su sencillo debut, "Attention", que fue coescrito por ella. "Attention" encabezó la lista Circle Digital Chart de Corea del Sur y ganó el premio a la Mejor Canción K-pop en los 20th Korean Music Awards. NewJeans saltó rápidamente a la fama con el éxito de sus siguientes sencillos " Hype Boy ", " Ditto " y " OMG ",  así como con sus álbumes New Jeans y OMG, que vendieron más de un millón de copias cada uno.
En 2023, Marsh prestó su voz a Ariel en el doblaje coreano de la adaptación en vivo de La Sirenita (1989).  Aunque algunas personas inicialmente criticaron el casting, tanto la actuación como el canto de Marsh en la película fueron elogiados después de la primera proyección. Grabó varias canciones para la banda sonora de la película, incluido el sencillo " Part of Your World", que se lanzó el 17 de mayo de 2023 y debutó en el número dos en Hot Trending Songs ' Billboard .  

## Respaldos
En enero de 2023, Burberry anunció que Marsh se había convertido en uno de sus embajadores globales. En marzo de 2023, Marsh se convirtió en embajadora de la marca YSL Beauty y apareció en una campaña promocional de su lápiz labial Candy Glaze.  En marzo de 2024, Marsh se convirtió en embajador mundial de Celine.

## Discografía

### Singles
| Título                             | Año  | Posición máxima del gráfico | Álbum       |
| Título                             | Año  | COR Abajo.                  | Álbum       |
| ---------------------------------- | ---- | --------------------------- | ----------- |
| " Part of Your World " ( 저곳으로) | 2023 | 47                          | La Sirenita |

### Créditos de composición
Todos los créditos están adaptados de la Asociación de Derechos de Autor de la Música de Corea, a menos que se indique lo contrario.
| Canción       | Artista(s) | Escritores                                                                                      | Álbum     | Año  |
| ------------- | ---------- | ----------------------------------------------------------------------------------------------- | --------- | ---- |
| "ASAP"        | New Jeans  | Danielle Gigi Erika de Casier Fino Glindvad Jensen Catalina Stoltenberg Henriette Motzfeldt 250 | Get Up    | 2023 |
| Attention     | New Jeans  | Danielle Gigi Duckbay 250                                                                       | New Jeans | 2022 |
| Cool with You | New Jeans  | Danielle Kim Dong Hyun Gigi Erika de Casier Fino Glindvad Jensen Park Jin Su Frankie Scoca      | Get Up    | 2023 |
| Super Shy     | New Jeans  | Danielle Kim Dong-hyun Gigi Kristine Bogan Erika de Casier Frankie Scoca                        | Get Up    | 2023 |

## Filmografía

### Película
| Año  | Título      | Role  | Notas           | Ref. |
| ---- | ----------- | ----- | --------------- | ---- |
| 2023 | La Sirenita | Ariel | Doblaje coreano |      |

### Televisión
| Año  | Título               | Role       | Ref.  |
| ---- | -------------------- | ---------- | ----- |
| 2011 | Rainbow Kindergarten | Ella misma | [ 4 ] |
| 2012 | Shinhwa Broadcasting | Ella misma | [ 4 ] |
| 2012 | Jesse's Play Kitchen | Ella misma | [ 3 ] |